# Eric Weissberg
Eric Weissberg (16 de agosto de 1939 - 22 de março de 2020) foi um cantor, tocador de banjo e multi-instrumentista estadunidense,  notório por sua participação tocando banjo em "Dueling Banjos", tema do filme Deliverance (1972) e lançado como single que alcançou o número 2 nos Estados Unidos e no Canadá em 1973.

## Origem, estudos, carreira e morte
Eric nasceu no Brooklyn, em Nova Iorque, filho de Cecile (Glasberg), uma compradora de bebidas, e de Will Weissberg, um fotógrafo publicitário. Ele estudou na Universidade de Wisconsin-Madison e de lá se transferiu para a Juilliard School.
Ficou conhecido por tocar banjo em "Dueling Banjos", tema do filme Deliverance (1972), produzido por Joe Boyd e dirigido por John Boorman. A peça foi lançada mais tarde como single e se tornou um sucesso; tocando no Top 40, AOR e rádios de música country semelhantes. Figurou entre as dez mais tocadas e atingiu a segunda posição nos EUA e no Canadá.
A Warner Brothers foi processada por Arthur "Guitar Boogie" Smith, o compositor de "Feudin' Banjos", que ele havia escrito e gravado em 1955. Ela foi rebatizada  como "Dueling Banjos" no filme. Ele ganhou um "substancial acordo". A canção também venceu o Grammy Awards de 1974 de Melhor Performance Instumental de Country.
Em 12 de fevereiro de 2009, Eric se apresentou na Riverside Church em Nova Iorque com a orquestra e coro da Aaron Copland School of Music da Queens College, junto com o Riverside Inspirational Choir e o NYC Labour Choir, para homenagear o 200º aniversário do presidente Abraham Lincoln. Dirigidos por Maurice Peress, eles interpretaram "The Lonesome Train: A Music Legend for Actors, Folk Singers, Choirs, and Orchestra", Earl Robinson, no qual Eric tocou banjo solo.
Em 22 de março de 2020, Eric morreu aos 80 anos de mal de Alzheimer em uma casa de repouso perto de Detroit, no Michigan.

## Discografia

### Álbuns
| Ano  | Álbum                                 | Posições nas paradas | Posições nas paradas | Posições nas paradas | RIAA | Gravadora    |
| Ano  | Álbum                                 | Country dos EUA      | NOS                  | Canadá               | RIAA | Gravadora    |
| ---- | ------------------------------------- | -------------------- | -------------------- | -------------------- | ---- | ------------ |
| 1963 | New Dimensions in Banjo and Bluegrass | -                    | -                    | -                    | -    | Elektra      |
| 1973 | Dueling Banjos                        | 1                    | 1                    | 1                    | Ouro | Warner Bros. |
| 1973 | Rural Free Delivery                   | -                    | 196                  | -                    | -    | Warner Bros. |
| 1996 | Banjo Jamboree: Tradition Series      | -                    | -                    | -                    | -    | Rykodisc     |

### Singles
| Ano  | Single                               | Posições nas paradas | Posições nas paradas | Posições nas paradas | Posições nas paradas | Posições nas paradas | Posições nas paradas | RIAA | Álbum          |
| Ano  | Single                               | US AC                | NOS                  | Country dos EUA      | CAN AC               | CAN                  | CAN Country          | RIAA | Álbum          |
| ---- | ------------------------------------ | -------------------- | -------------------- | -------------------- | -------------------- | -------------------- | -------------------- | ---- | -------------- |
| 1973 | "Dueling Banjos" (com Steve Mandell) | 1                    | 2                    | 5                    | 1                    | 2                    | 9                    | Ouro | Dueling Banjos |
| 1973 | "Reuben's Train"                     | -                    | -                    | -                    | 69                   | -                    | 71                   | -    | Dueling Banjos |
| 1975 | " Yakety Yak " (com Deliverance)     | -                    | -                    | 91                   | -                    | -                    | -                    | -    | apenas single  |